# Funeral Potatoes

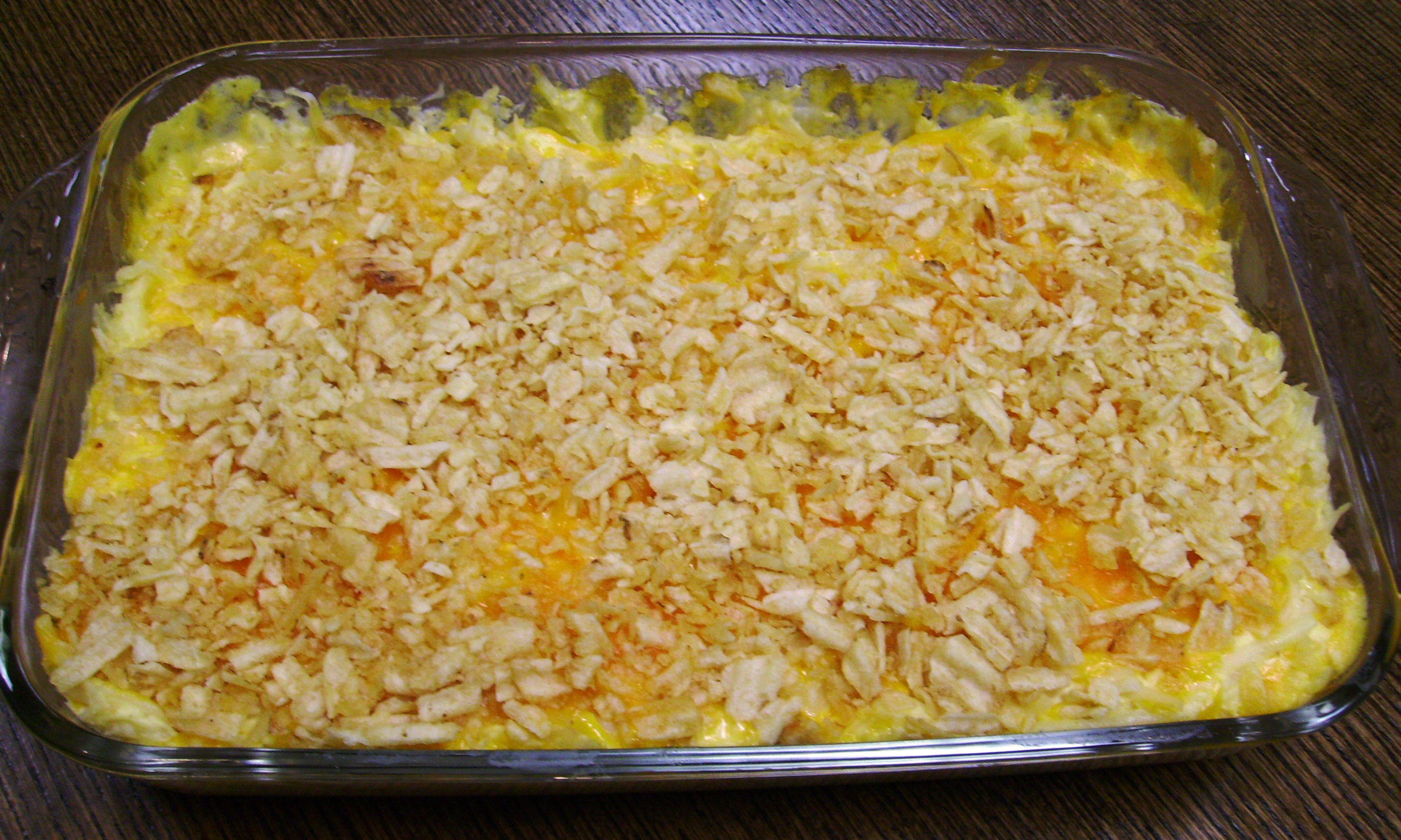
Funeral Potatoes

Funeral Potatoes (deutsch Beerdigungskartoffeln), gelegentlich auch als Heavenly Potatoes (deutsch Himmlische Kartoffeln) bezeichnet, sind ein Kartoffelgericht aus der regionalen Küche der Mountain States in den Vereinigten Staaten. Es ist insbesondere in Utah und angrenzenden Gegenden benachbarter Bundesstaaten wie Idaho bei den dort ansässigen Mormonen als Teil ihres Brauchtums populär und auch in der Außenwahrnehmung eines der bekanntesten Gerichte der Mormonenkultur.
Der Ursprung des Gerichts und seiner Bezeichnung ist nicht überliefert. Wahrscheinlich geht er zurück auf die Verwendung als Beilage bei Bestattungsfeierlichkeiten, die von der Frauenhilfsvereinigung, einer gemeinnützigen Organisation der Kirche Jesu Christi der Heiligen der Letzten Tage, ausgerichtet werden. Auch bei anderen Mormonenfesten wie zum Beispiel Taufen oder Hochzeiten sowie an traditionellen Feiertagen wie Weihnachten, Ostern, Thanksgiving oder Pioneer Day findet es zunehmend Verbreitung.
Bei Funeral Potatoes handelt sich um einen Auflauf, dessen Hauptbestandteil Kartoffeln sind, die in Würfel geschnitten oder als Hash Browns eingesetzt werden. Zu den weiteren Bestandteilen zählen Käse, für den meist Cheddar oder Parmesan verwendet wird, Zwiebeln, eine Cremesuppe variabler Zusammensetzung oder eine cremige Sauce, saurer Rahm sowie eine Deckschicht aus geschmolzener Butter und Cornflakes, zerkleinerten Kartoffelchips oder Brotkrümeln. Je nach Rezept und regionalen Variationen sind weitere Zutaten wie beispielsweise Erbsen, Bohnen, Knoblauch, grüne Chilischoten sowie Brokkoli oder Schinken in klein geschnittener Form möglich.
Im Rahmen der jährlichen State Fair von Utah findet unter der Bezeichnung Utah's Own Funeral Potato Contest ein entsprechender Kochwettbewerb statt. Während der Olympischen Winterspiele 2002 in Salt Lake City zählte eine Anstecknadel mit einer Darstellung dieses Gerichts zu den Souvenirs.